# Renata Król-Mazur
Renata Maria Król-Mazur – polska historyk, dr hab. nauk społecznych, adiunkt Instytutu Nauk Politycznych i Stosunków Międzynarodowych Wydziału Studiów Międzynarodowych i Politycznych Uniwersytetu Jagiellońskiego.

## Życiorys
17 grudnia 2004 obroniła pracę doktorską Miasto trzech nacji. Dzieje Kamieńca Podolskiego w latach 1699-1793, 19 listopada 2020 habilitowała się na podstawie pracy zatytułowanej Kaukaz Południowy - Ormianie - Diaspora Ormiańska. W kręgu polityki, religii i nacjonalizmów (cykl publikacji). Została zatrudniona na stanowisku adiunkta w Instytucie Nauk Politycznych i Stosunków Międzynarodowych na Wydziale Studiów Międzynarodowych i Politycznych Uniwersytetu Jagiellońskiego.
Jest członkiem Komisji Historii Wojen i Wojskowości PAU.